# 中央全面深化改革委员会
中央全面深化改革委员会（简称中央深改委）是中国共产党中央委员会关于党和国家各领域全面深化改革的最顶层设计的决策议事协调机构。

## 沿革
中央全面深化改革领导小组于2013年11月中国共产党第十八届中央委员会第三次全体会议上决定成立。2014年1月22日举行了中央全面深化改革领导小组第一次会议，共计23名领导人参加，中共中央总书记习近平主持召开。习近平担任小组组长，中共中央政治局常委李克强、刘云山、张高丽担任副组长。组成人员共23人，除上述组长、副组长外，还有马凯、王沪宁、刘延东、刘奇葆、许其亮、李建国、汪洋、孟建柱、赵乐际、栗战书、杜青林、赵洪祝、王晨、郭声琨、周强、曹建明、张庆黎、周小川、王正伟。
中央全面深化改革领导小组成立后，中央各部门、地方各省（自治区、直辖市）均纷纷成立各自的全面深化改革领导小组。
2018年3月中共中央印发的《深化党和国家机构改革方案》称，“中央全面深化改革领导小组、中央网络安全和信息化领导小组、中央财经领导小组、中央外事工作领导小组改为委员会。为加强党中央对涉及党和国家事业全局的重大工作的集中统一领导，强化决策和统筹协调职责，将中央全面深化改革领导小组、中央网络安全和信息化领导小组、中央财经领导小组、中央外事工作领导小组分别改为中央全面深化改革委员会、中央网络安全和信息化委员会、中央财经委员会、中央外事工作委员会，负责相关领域重大工作的顶层设计、总体布局、统筹协调、整体推进、督促落实。”“4个委员会的办事机构分别为中央全面深化改革委员会办公室、中央网络安全和信息化委员会办公室、中央财经委员会办公室、中央外事工作委员会办公室。”

## 组成人员
| 2014年1月第十八届第一次会议时组成人员是： 组长 - 习近平（中共中央总书记、国家主席、中央军委主席） 副组长 - 李克强（中共中央政治局常委、国务院总理） - 刘云山（中共中央政治局常委、中央书记处排名第一的书记） - 张高丽（中共中央政治局常委、国务院排名第一的副总理） 成员 - 马 凯（中共中央政治局委员、国务院副总理） - 王沪宁（中共中央政治局委员、中央政策研究室主任） - 刘延东（中共中央政治局委员、国务院副总理） - 刘奇葆（中共中央政治局委员、中央宣传部部长） - 许其亮（中共中央政治局委员、中央军委副主席） - 李建国（中共中央政治局委员、全国人大常委会排名第一的副委员长） - 汪 洋（中共中央政治局委员、国务院副总理） - 孟建柱（中共中央政治局委员、中央政法委书记） - 赵乐际（中共中央政治局委员、中央组织部部长） - 栗战书（中共中央政治局委员、中央办公厅主任） - 杜青林（中央书记处书记、全国政协排名第一的副主席） - 赵洪祝（中央书记处书记、中央纪委排名第一的副书记） - 王 晨（中共中央委员，全国人大常委会副委员长兼秘书长） - 郭声琨（中共中央委员，国务委员兼公安部部长） - 周 强（中共中央委员，最高人民法院院长） - 曹建明（中共中央委员，最高人民检察院检察长） - 张庆黎（中共中央委员，全国政协副主席兼秘书长） - 周小川（中共中央委员，全国政协副主席，中国人民银行行长） - 王正伟（中共中央委员，全国政协副主席，国家民委主任） | 2018年第十九届组成人员是： 主任 - 习近平（中共中央总书记、国家主席、中央军委主席） 副主任 - 李克强（中共中央政治局常委、国务院总理） - 王沪宁（中共中央政治局常委、中央书记处排名第一的书记） - 韩正（中共中央政治局常委、国务院排名第一的副总理） 成员 - 丁薛祥（中央政治局委员、中央书记处书记、中央办公厅主任） - 王晨（中央政治局委员、全国人大常委会副委员长） - 刘鹤（中央政治局委员、国务院副总理） - 许其亮（中央政治局委员、中央军委副主席） - 孙春兰（中央政治局委员、国务院副总理） - 杨晓渡（中央政治局委员、中央书记处书记、中央纪委副书记、国家监察委主任） - 陈希（中央政治局委员、中央书记处书记、中央组织部部长、中央党校校长） - 胡春华（中央政治局委员、国务院副总理） - 郭声琨（中央政治局委员、中央书记处书记、中央政法委书记） - 黄坤明（中央政治局委员、中央书记处书记、中央宣传部部长） - 赵克志（国务委员兼公安部部长） - 周强（最高人民法院院长） - 张军（最高人民检察院检察长） - 张庆黎（全国政协排名第一的副主席） - 夏宝龙（全国政协副主席兼秘书长） - 杨传堂（全国政协副主席、交通运输部党组书记） - 巴特尔（全国政协副主席、国家民委主任） - 何立峰（全国政协副主席、国家发改委主任） |

2023年第二十届第一次会议时的组成人员是：
主任
- 习近平（中共中央总书记、国家主席、中央军委主席）

副主任
- 李强（中共中央政治局常委、国务院总理）
- 王沪宁（中共中央政治局常委、全国政协主席、中央全面深化改革委员会办公室主任）
- 蔡奇（中共中央政治局常委、中央书记处排名第一的书记、中央办公厅主任、中央和国家机关工委书记）

## 下设小组
在第一次会议上决定下设6个专项小组：
- 经济体制和生态文明体制改革专项小组
- 民主法制领域改革专项小组
- 文化体制改革专项小组
- 社会体制改革专项小组
- 党的建设制度改革专项小组
- 纪律检查体制改革专项小组

6个专项小组的负责人为：
经济体制和生态文明体制改革专项小组
- 组长：
  - 徐绍史（2014年—2017年2月）（国家发改委主任）[2]
  - 刘鹤（2017年5月—）（国家发改委副主任）[5]
- 副组长：
  - 刘鹤（2014年—）（中央财经领导小组办公室主任、国家发改委副主任）[2]

民主法制领域改革专项小组
- 组长：
  - （不详）
- 副组长：
  - （不详）

文化体制改革专项小组
- 组长：
  - 刘奇葆（2014年—）（中共中央政治局委员、中宣部部长）[2]
- 副组长：
  - 刘延东（2014年—）（中共中央政治局委员、国务院副总理）[2]

社会体制改革专项小组
- 组长：
  - （不详）
- 副组长：
  - （不详）

党的建设制度改革专项小组
- 组长
  - 赵乐际（2014年—）（中共中央政治局委员、中央书记处书记、中组部部长）[6]
- 副组长：
  - （不详）

纪律检查体制改革专项小组
- 组长
  - 赵洪祝（2014年—）（中央书记处书记、中央纪委副书记）[7]
- 副组长：
  - 黄树贤（2014年—）（中央纪委副书记、监察部部长）[7]

## 办事机构
中央全面深化改革委员会的办事机构是中央全面深化改革委员会办公室，设在中共中央政策研究室。

## 历次会议
下列为中央全面深化改革领导小组历次（全体）会议，均由习近平主持且在北京召开。

### 第十八届中央全面深化改革領導小組
| 次數 | 日期           | 內容 | 備註   |
| ---- | -------------- | --- | ------ |
| 1    | 2014年1月22日  | 审议通过了 - 《中央全面深化改革领导小组工作规则》 - 《中央全面深化改革领导小组专项小组工作规则》 - 《中央全面深化改革领导小组办公室工作细则》 | [ 1 ]  |
| 2    | 2014年2月28日  | - 审议通过了 - 《中央全面深化改革领导小组2014年工作要点》 - 《关于十八届三中全会〈决定〉提出的立法工作方面要求和任务的研究意见》 - 《关于经济体制和生态文明体制改革专项小组重大改革的汇报》 - 《深化文化体制改革实施方案》 - 《关于深化司法体制和社会体制改革的意见及贯彻实施分工方案》 - 听取了关于中央全面深化改革领导小组第一次会议以来各地区各部门改革工作进展情况的汇报 - 部署了当前及今后一个时期工作 | [ 9 ]  |
| 3    | 2014年6月6日   | 审议了 - 《深化财税体制改革总体方案》 - 《关于进一步推进户籍制度改革的意见》 建议根据会议的讨论情况进一步修改完善之后按照程序报批实施 审议通过了 - 《关于司法体制改革试点若干问题的框架意见》 - 《上海市司法改革试点工作方案》 - 《关于设立知识产权法院的方案》 部署了当前及今后一个时期工作 | [ 10 ] |
| 4    | 2014年8月18日  | - 审议了 - 《中央管理企业主要负责人薪酬制度改革方案》 - 《关于合理确定并严格规范中央企业负责人履职待遇、业务支出的意见》 - 《关于深化考试招生制度改革的实施意见》 - 建议根据会议的讨论情况进一步修改完善之后按照程序报批实施 - 审议通过了 - 《关于推动传统媒体和新兴媒体融合发展的指导意见》 - 《党的十八届三中全会重要改革举措实施规划（2014－2020年）》 - 《关于上半年全面深化改革工作进展情况的报告》 - 总结了改革工作，分析了改革形势，部署了下一阶段工作 | [ 11 ] |
| 5    | 2014年9月29日  | 审议了 - 《关于引导农村土地承包经营权有序流转发展农业适度规模经营的意见》 - 《积极发展农民股份合作赋予集体资产股份权能改革试点方案》 - 《关于深化中央财政科技计划（专项、基金等）管理改革的方案》 建议根据会议的讨论情况进一步修改完善之后按照程序报批实施行 | [ 12 ] |
| 6    | 2014年10月27日 | 审议了 - 《关于加强社会主义协商民主建设的意见》 - 《关于中国（上海）自由贸易试验区工作进展和可复制改革试点经验的推广意见》 - 《关于加强中国特色新型智库建设的意见》审议通过了 - 《关于国家重大科研基础设施和大型科研仪器向社会开放的意见》 | [ 13 ] |
| 7    | 2014年12月2日  | 审议了 - 《关于农村土地征收、集体经营性建设用地入市、宅基地制度改革试点工作的意见》 - 《关于加快构建现代公共文化服务体系的意见》 - 《关于县以下机关建立公务员职务与职级并行制度的意见》 - 《关于加强中央纪委派驻机构建设的意见》， 审议通过了 - 《最高人民法院设立巡回法庭试点方案》 - 《设立跨行政区划人民法院、人民检察院试点方案》 建议根据会议的讨论情况进一步修改完善之后按照程序报批实施 | [ 14 ] |
| 8    | 2014年12月30日 | 审议通过了 - 《关于2014年全面深化改革工作的总结报告》 - 《中央全面深化改革领导小组2015年工作要点》 - 《贯彻实施党的十八届四中全会决定重要举措2015年工作要点》 | [ 15 ] |
| 9    | 2015年1月30日  | 审议通过了 - 《关于贯彻落实党的十八届四中全会决定进一步深化司法体制和社会体制改革的实施方案》 - 《省（自治区、直辖市）纪委书记、副书记提名考察办法（试行）》 - 《中央纪委派驻纪检组组长、副组长提名考察办法（试行）》 - 《中管企业纪委书记、副书记提名考察办法（试行）》 | [ 16 ] |
| 10   | 2015年2月27日  | 审议通过了 - 《中国足球改革总体方案》 - 《关于领导干部干预司法活动、插手具体案件处理的记录、通报和责任追究规定》 - 《深化人民监督员制度改革方案》 - 《上海市开展进一步规范领导干部配偶、子女及其配偶经商办企业管理工作的意见》 | [ 17 ] |
| 11   | 2015年4月1日   | 审议通过了 - 《乡村教师支持计划（2015－2020年）》 - 《关于城市公立医院综合改革试点的指导意见》 - 《人民陪审员制度改革试点方案》 - 《关于人民法院推行立案登记制改革的意见》 - 《党的十八届四中全会重要举措实施规划（2015－2020年）》 | [ 18 ] |
| 12   | 2015年5月5日   | 审议通过了 - 《关于在部分区域系统推进全面创新改革试验的总体方案》 - 《检察机关提起公益诉讼改革试点方案》 - 《关于完善法律援助制度的意见》 - 《深化科技体制改革实施方案》 - 《中国科协所属学会有序承接政府转移职能扩大试点工作实施方案》 | [ 19 ] |
| 13   | 2015年6月5日   | 审议通过了 - 《关于在深化国有企业改革中坚持党的领导加强党的建设的若干意见》 - 《关于加强和改进企业国有资产监督防止国有资产流失的意见》 - 《关于完善国家统一法律职业资格制度的意见》 - 《关于招录人民法院法官助理、人民检察院检察官助理的意见》 - 《关于进一步规范司法人员与当事人、律师、特殊关系人、中介组织接触交往行为的若干规定》 | [ 20 ] |
| 14   | 2015年7月1日   | 审议通过了 - 《环境保护督察方案（试行）》 - 《生态环境监测网络建设方案》 - 《关于开展领导干部自然资源资产离任审计的试点方案》 - 《党政领导干部生态环境损害责任追究办法（试行）》 - 《关于推动国有文化企业把社会效益放在首位、实现社会效益和经济效益相统一的指导意见》 | [ 21 ] |
| 15   | 2015年8月18日  | 审议通过了 - 《关于改进审计查出突出问题整改情况向全国人大常委会报告机制的意见》 - 《关于完善人民法院司法责任制的若干意见》 - 《关于完善人民检察院司法责任制的若干意见》 - 《统筹推进世界一流大学和一流学科建设总体方案》 - 《全面改善贫困地区义务教育薄弱学校基本办学条件工作专项督导办法》 - 《关于建立居民身份证异地受理挂失申报和丢失招领制度的意见》 | [ 22 ] |
| 16   | 2015年9月15日  | 审议通过了 - 《关于实行市场准入负面清单制度的意见》 - 《关于支持沿边重点地区开发开放若干政策措施的意见》 - 《关于推进价格机制改革的若干意见》 - 《关于鼓励和规范国有企业投资项目引入非国有资本的指导意见》 - 《关于深化律师制度改革的意见》 - 《法官、检察官单独职务序列改革试点方案》 - 《法官、检察官工资制度改革试点方案》 - 《关于加强外国人永久居留服务管理的意见》 | [ 23 ] |
| 17   | 2015年10月13日 | 审议通过了 - 《关于加强和改进行政应诉工作的意见》 - 《深化国税、地税征管体制改革方案》 - 《关于进一步推进农垦改革发展的意见》 - 《关于国有企业功能界定与分类的指导意见》 - 《关于完善矛盾纠纷多元化解机制的意见》 | [ 24 ] |
| 18   | 2015年11月9日  | 审议通过了 - 《全国总工会改革试点方案》 - 《上海市群团改革试点方案》 - 《重庆市群团改革试点方案》 - 《关于加快实施自由贸易区战略的若干意见》 - 《关于促进加工贸易创新发展的若干意见》 - 《推进普惠金融发展规划（2016－2020年）》 - 《关于深入推进城市执法体制改革改进城市管理工作的指导意见》 - 《国家高端智库建设试点工作方案》 | [ 25 ] |
| 19   | 2015年12月9日  | 审议通过了 - 《国务院部门权力和责任清单编制试点方案》 - 《关于做好新时期教育对外开放工作的若干意见》 - 《关于整合城乡居民基本医疗保险制度的意见》 - 《关于解决无户口人员登记户口问题的意见》 - 《中国三江源国家公园体制试点方案》 - 《关于在全国各地推开司法体制改革试点的请示》 - 《公安机关执法勤务警员职务序列改革试点方案》 - 《公安机关警务技术职务序列改革试点方案》 - 《中央全面深化改革领导小组2015年工作总结报告》 - 《中央全面深化改革领导小组2016年工作要点》 | [ 26 ] |
| 20   | 2016年1月11日  | 审议通过了 - 《关于全面推进政务公开工作的意见》 - 《关于完善国家工作人员学法用法制度的意见》 - 《关于保护、奖励职务犯罪举报人的若干规定》 - 《关于开展承担行政职能事业单位改革试点的指导意见》 - 《科协系统深化改革实施方案》 - 《关于健全落实社会治安综合治理领导责任制的规定》 - 《关于规范公安机关警务辅助人员管理工作的意见》 | [ 27 ] |
| 21   | 2016年2月23日  | 会议听取了 - 经济体制和生态文明体制改革专项小组关于生态文明体制改革总体方案推进落实情况汇报 - 社会体制改革专项小组关于司法体制改革推进落实情况汇报 - 党的纪律检查体制改革专项小组关于党的纪律检查体制改革推进落实情况汇报 - 全国人大常委会法工委关于立法主动适应改革需要推进落实情况汇报 - 科技部关于深化科技体制改革推进落实情况汇报 - 公安部关于深化公安改革推进落实情况汇报 - 上海市关于推进落实中央部署改革试点任务情况汇报 - 湖北省关于建立和实施改革落实督察机制情况汇报 - 福建省三明市关于深化医药卫生体制改革情况汇报 - 浙江省开化县关于“多规合一”试点情况汇报。 | [ 28 ] |
| 22   | 2016年3月22日  | 审议通过了 - 《关于推行法律顾问制度和公职律师公司律师制度的意见》 - 《关于健全生态保护补偿机制的意见》 - 《关于建立贫困退出机制的意见》 - 《关于加强儿童医疗卫生服务改革与发展的意见》 - 《关于深化投融资体制改革的意见》 - 《关于建立法官检察官逐级遴选制度的意见》 - 《关于从律师和法学专家中公开选拔立法工作者、法官、检察官的意见》 - 《关于加强和规范改革试点工作的意见》 | [ 29 ] |
| 23   | 2016年4月18日  | 审议通过了 - 北京市、广东省、重庆市、新疆维吾尔自治区关于进一步规范领导干部配偶、子女及其配偶经商办企业行为的规定（试行） - 《关于建立公平竞争审查制度的意见》 - 《专业技术类公务员管理规定（试行）》 - 《行政执法类公务员管理规定（试行）》 - 《关于推进家庭医生签约服务的指导意见》 - 《关于建立完善守信联合激励和失信联合惩戒制度加快推进社会诚信建设的指导意见》 - 《关于加强民办学校党的建设工作的意见（试行）》 - 《民办学校分类登记实施细则》 - 《营利性民办学校监督管理实施细则》 - 《保护司法人员依法履行法定职责的规定》 - 《宁夏回族自治区空间规划（多规合一）试点方案》 - 《党的十八届五中全会有关改革举措实施规划（2016－2020年）》 | [ 30 ] |
| 24   | 2016年5月20日  | 审议通过了 - 《关于统筹推进城乡义务教育一体化改革发展的若干意见》 - 《关于深化公安执法规范化建设的意见》 - 《关于支持和发展志愿服务组织的意见》 - 《探索实行耕地轮作休耕制度试点方案》 - 《关于发展涉外法律服务业的意见》 - 《各地区以改革举措落实供给侧结构性改革情况》 | [ 31 ] |
| 25   | 2016年6月27日  | 审议通过了 - 《关于完善人大代表联系人民群众制度的实施意见》 - 《关于推进以审判为中心的刑事诉讼制度改革的意见》 - 《关于设立统一规范的国家生态文明试验区的意见》 - 《国家生态文明试验区（福建）实施方案》 - 《关于加快推进失信被执行人信用监督、警示和惩戒机制建设的意见》 - 《关于海南省域“多规合一”改革试点情况的报告》 - 《2015年各地全面深化改革推进情况和工作建议综合报告》 | [ 32 ] |
| 26   | 2016年7月22日  | 审议通过了 - 《贫困地区水电矿产资源开发资产收益扶贫改革试点方案》 - 《关于加强文化领域行业组织建设的指导意见》 - 《关于认罪认罚从宽制度改革试点方案》 - 《关于建立法官、检察官惩戒制度的意见（试行）》 - 《关于省以下环保机构监测监察执法垂直管理制度改革试点工作的指导意见》 - 《关于各地区各部门开展改革督察情况的报告》 | [ 33 ] |
| 27   | 2016年8月30日  | 审议通过了 - 《关于构建绿色金融体系的指导意见》 - 《关于完善产权保护制度依法保护产权的意见》 - 《关于创新政府配置资源方式的指导意见》 - 《关于实行以增加知识价值为导向分配政策的若干意见》 - 《关于进一步推广深化医药卫生体制改革经验的若干意见》 - 《脱贫攻坚责任制实施办法》 - 《关于完善农村土地所有权承包权经营权分置办法的意见》 - 《重点生态功能区产业准入负面清单编制实施办法》 - 《生态文明建设目标评价考核办法》 - 《关于在部分省份开展生态环境损害赔偿制度改革试点的报告》 - 《关于从事生产经营活动事业单位改革的指导意见》 - 《关于公共文化设施开展学雷锋志愿服务的实施意见》 - 《关于清理规范改革试点情况的报告》 - 《关于全面深化改革重要举措出台和落实情况的评估报告》                                                                             | [ 34 ] |
| 28   | 2016年10月11日 | 审议通过了 - 《关于推进防灾减灾救灾体制机制改革的意见》 - 《关于全面推行河长制的意见》 - 《关于深化统计管理体制改革提高统计数据真实性的意见》 - 《关于进一步把社会主义核心价值观融入法治建设的指导意见》 - 《关于全面放开养老服务市场提升养老服务质量的若干意见》 - 《关于推进安全生产领域改革发展的意见》 - 《关于促进移动互联网健康有序发展的意见》 - 《关于深入推进经济发达镇行政管理体制改革的指导意见》 - 《关于进一步健全相关领域实名登记制度的总体方案》 - 《省级空间规划试点方案》 | [ 35 ] |
| 29   | 2016年11月1日  | 审议通过了 - 《建立以绿色生态为导向的农业补贴制度改革方案》 - 《关于进一步加强和改进中华文化走出去工作的指导意见》 - 《关于深化职称制度改革的意见》 - 《关于划定并严守生态保护红线的若干意见》 - 《关于最高人民法院增设巡回法庭的请示》 - 《关于进一步引导和鼓励高校毕业生到基层工作的意见》 - 《关于加强政务诚信建设的指导意见》 - 《关于加强个人诚信体系建设的指导意见》 - 《关于全面加强电子商务领域诚信建设的指导意见》 - 《自然资源统一确权登记办法（试行）》 - 《湿地保护修复制度方案》 - 《海岸线保护与利用管理办法》 - 《关于在深化国有企业改革中坚持党的领导加强党的建设落实情况报告》 | [ 36 ] |
| 30   | 2016年12月5日  | 审议通过了 - 《关于深化国有企业和国有资本审计监督的若干意见》 - 《国务院国资委以管资本为主推进职能转变方案》 - 《关于健全国家自然资源资产管理体制试点方案》 - 《关于开展知识产权综合管理改革试点总体方案》 - 《关于加强乡镇政府服务能力建设的意见》 - 《关于制定和实施老年人照顾服务项目的意见》 - 《中央国有资本经营预算支出管理暂行办法》 - 《关于加强耕地保护和改进占补平衡的意见》 - 《大熊猫国家公园体制试点方案》 - 《东北虎豹国家公园体制试点方案》 - 《围填海管控办法》 - 《关于加强“一带一路”软力量建设的指导意见》和《关于农村集体资产股份权能改革试点情况的报告》 | [ 37 ] |
| 31   | 2016年12月30日 | 审议通过了 - 《中央全面深化改革领导小组2016年工作总结报告》 - 《中央全面深化改革领导小组2017年工作要点》 - 《关于加快构建中国特色哲学社会科学的意见》 - 《关于进一步改革完善药品生产流通使用政策的若干意见》 - 《推行行政执法公示制度、执法全过程记录制度、重大执法决定法制审核制度试点工作方案》 - 《关于开展落实中央企业董事会职权试点工作的意见》 - 《关于清理规范重点支出同财政收支增幅或生产总值挂钩事项有关问题的通知》 - 《矿业权出让制度改革方案》 - 《矿产资源权益金制度改革方案》 - 《关于加强和完善城乡社区治理的意见》 | [ 38 ] |
| 32   | 2017年2月6日   | 审议通过了 - 《新时期产业工人队伍建设改革方案》 - 《关于加强党对地方外事工作领导体制改革的实施意见》 - 《关于改革驻外机构领导机制、管理体制和监督机制的实施意见》 - 《关于改革对外工作队伍建设的实施意见》 - 《关于改革援外工作的实施意见》 - 《关于社会智库健康发展的若干意见》 - 《国家科技决策咨询制度建设方案》 - 《关于推进公共信息资源开放的若干意见》 - 《按流域设置环境监管和行政执法机构试点方案》 - 《外国人永久居留证件便利化改革方案》 - 《关于深化中央主要新闻单位采编播管岗位人事管理制度改革的试行意见》 - 《关于实行国家机关“谁执法谁普法”普法责任制的意见》； 听取了 - 《关于全国总工会改革试点工作总结报告》 - 《上海市委全面深化改革领导小组关于群团改革试点工作总结的报告》 - 《重庆市委全面深化改革领导小组关于群团改革试点工作总结的报告》 | [ 39 ] |
| 33   | 2017年3月24日  | 审议通过了 - 《全面深化中国（上海）自由贸易试验区改革开放方案》 - 《关于深化科技奖励制度改革的方案》 审议了农业转移人口市民化、改善贫困地区孩子上学条件、建立居民身份证异地受理挂失申报和丢失招领制度、解决无户口人员登记户口问题、推进家庭医生签约服务、全面推行河长制等民生领域改革落实情况的督察报告 | [ 40 ] |
| 34   | 2017年4月18日  | 审议通过了 - 《关于加快构建政策体系、培育新型农业经营主体的意见》 - 《关于进一步激发和保护企业家精神的意见》 - 《关于建立现代医院管理制度的指导意见》 - 《关于改革完善短缺药品供应保障机制的实施意见》 - 《关于办理刑事案件严格排除非法证据若干问题的规定》 - 《关于完善反洗钱、反恐怖融资、反逃税监管体制机制的意见》 - 《对省级人民政府履行教育职责的评价办法》 - 《关于禁止洋垃圾入境推进固体废物进口管理制度改革实施方案》 审议了《中央全面深化改革领导小组6个专项小组开展改革督察工作情况的报告》 | [ 41 ] |
| 35   | 2017年5月23日  | 审议通过了 - 《关于深化教育体制机制改革的意见》 - 《外商投资产业指导目录（2017年修订）》 - 《关于规范企业海外经营行为的若干意见》 - 《关于建立资源环境承载能力监测预警长效机制的若干意见》 - 《关于深化环境监测改革提高环境监测数据质量的意见》 - 《个人收入和财产信息系统建设总体方案》 - 《跨地区环保机构试点方案》 - 《海域、无居民海岛有偿使用的意见》 - 《关于检察机关提起公益诉讼试点情况和下一步工作建议的报告》。 会议审议了 - 《关于各地区各部门贯彻落实习近平总书记在中央全面深化改革领导小组第三十三次会议上重要讲话精神情况的报告》 - 《关于深化教育领域综合改革情况汇报》 - 《关于科技领域重点改革工作情况汇报》 - 《关于深化医药卫生体制改革进展情况汇报》 - 《关于足球领域重点改革工作情况汇报》                                                  | [ 42 ] |
| 36   | 2017年6月26日  | 审议通过了 - 《祁连山国家公园体制试点方案》 - 《中央企业公司制改制工作实施方案》 - 《地区生产总值统一核算改革方案》 - 《统计违纪违法责任人处分处理建议办法》 - 《中国国际进口博览会总体方案》 - 《关于改进境外企业和对外投资安全工作的若干意见》 - 《全国和地方资产负债表编制工作方案》 - 《关于设立杭州互联网法院的方案》 - 《领导干部自然资源资产离任审计暂行规定》 - 《国家生态文明试验区（江西）实施方案》 - 《国家生态文明试验区（贵州）实施方案》会议审议了 - 《国家生态文明试验区（福建）推进建设情况报告》 - 《中国（广东）、中国（天津）和中国（福建）自由贸易试验区建设两年进展情况总结报告》 | [ 43 ] |
| 37   | 2017年7月19日  | 审议通过了 - 《关于创新体制机制推进农业绿色发展的意见》 - 《国家技术转移体系建设方案》 - 《关于深入推进公共文化机构法人治理结构改革的实施方案》 - 《关于加强和改进中外人文交流工作的若干意见》 - 《聘任制公务员管理规定（试行）》 - 《关于完善进出口商品质量安全风险预警和快速反应监管体系切实保护消费者权益的意见》 - 《关于深化审评审批制度改革鼓励药品医疗器械创新的意见》 - 《建立国家公园体制总体方案》 - 《关于健全统一司法鉴定管理体制的实施意见》。 会议审议了 - 《党的十八届三中全会以来改革试点工作进展情况报告》 - 《关于社会保障制度改革督察情况报告》 | [ 44 ] |
| 38   | 2017年8月29日  | 审议通过了 - 《关于完善主体功能区战略和制度的若干意见》 - 《关于探索建立涉农资金统筹整合长效机制的意见》 - 《生态环境损害赔偿制度改革方案》 - 《关于建立健全村务监督委员会的指导意见》 - 《关于加强法官检察官正规化专业化职业化建设全面落实司法责任制的意见》 - 《关于上海市开展司法体制综合配套改革试点的框架意见》。审议了 - 《关于脱贫攻坚责任制实施办法落实情况的督察报告》 - 《宁夏回族自治区关于空间规划（多规合一）试点工作情况的报告》 | [ 45 ] |

### 第十九届中央全面深化改革領導小組（改组前）
| 次數 | 日期           | 內容 | 備註   |
| ---- | -------------- | --- | ------ |
| 1    | 2017年11月20日 | 审议通过了 - 《关于建立国务院向全国人大常委会报告国有资产管理情况的制度的意见》 - 《关于加强贫困村驻村工作队选派管理工作的指导意见》 - 《农村人居环境整治三年行动方案》 - 《关于在湖泊实施湖长制的指导意见》 - 《全面深化新时代教师队伍建设改革的意见》 - 《关于拓展农村宅基地制度改革试点的请示》 - 《关于改革完善全科医生培养与使用激励机制的意见》 - 《中央团校改革方案》 - 《关于立法中涉及的重大利益调整论证咨询的工作规范》 - 《关于争议较大的重要立法事项引入第三方评估的工作规范》 - 《关于加强知识产权审判领域改革创新若干问题的意见》 - 《关于贯彻落实党的十九大精神坚定不移将改革推向深入的工作意见》 - 《中央全面深化改革领导小组工作总结》 - 《中央全面深化改革领导小组工作规则（修订稿）》 - 《中央全面深化改革领导小组专项小组工作规则（修订稿）》 - 《中央全面深化改革领导小组办公室工作细则（修订稿）》 审议了 - 《关于加大督察力度狠抓改革落实情况的报告》 | [ 46 ] |

### 第十九届中央全面深化改革委员会（改组后）
| 次數 | 日期           | 內容 | 備註   |
| ---- | -------------- | --- | ------ |
| 1    | 2018年3月28日  | 审议通过了 - 《中央全面深化改革委员会工作规则》 - 《中央全面深化改革委员会专项小组工作规则》 - 《中央全面深化改革委员会办公室工作细则》 - 《关于深入推进审批服务便民化的指导意见》 - 《关于设立上海金融法院的方案》 - 《关于形成参与国际宏观经济政策协调的机制推动国际经济治理结构完善的意见》 - 《进一步深化中国（广东）自由贸易试验区改革开放方案》 - 《进一步深化中国（天津）自由贸易试验区改革开放方案》 - 《进一步深化中国（福建）自由贸易试验区改革开放方案》 - 《关于规范金融机构资产管理业务的指导意见》 - 《关于加强非金融企业投资金融机构监管的指导意见》 - 《关于改革国有企业工资决定机制的意见》 - 《公安机关执法勤务警员职务序列改革方案（试行）》 - 《公安机关警务技术职务序列改革方案（试行）》 - 《关于深化项目评审、人才评价、机构评估改革的若干意见》 - 《关于进一步加强科研诚信建设的若干意见》 - 《关于加强公立医院党的建设工作的意见》 - 《关于加强人民调解员队伍建设的意见》审议了 - 《关于深化纪检监察体制改革和中央纪委国家监委机构改革情况的报告》 - 《关于第一轮中央环境保护督察总结和下一步工作考虑的报告》 | [ 47 ] |
| 2    | 2018年5月11日  | 审议通过了 - 《关于地方机构改革有关问题的指导意见》 - 《关于加强国有企业资产负债约束的指导意见》 - 《推进中央党政机关和事业单位经营性国有资产集中统一监管试点实施意见》 - 《高等学校所属企业体制改革的指导意见》 - 《企业职工基本养老保险基金中央调剂制度方案》 - 《中央企业领导人员管理规定》 - 《关于加强和改进生活无着的流浪乞讨人员救助管理工作的意见》 - 《关于改革完善医疗卫生行业综合监管制度的指导意见》 - 《关于党的十八大以来有关改革任务分工调整的请示》 - 《党的十九大报告重要改革举措实施规划（2018—2022年）》审议了 - 《深化党和国家机构改革进展情况报告》 | [ 48 ] |
| 3    | 2018年7月6日   | 审议通过了 - 《关于支持河北雄安新区全面深化改革和扩大开放的指导意见》 - 《关于建设新时代文明实践中心试点工作的指导意见》 - 《关于规范校外培训机构发展的意见》 - 《关于学前教育深化改革规范发展的若干意见》 - 《关于全面实施预算绩效管理的意见》 - 《关于完善促进消费体制机制进一步激发居民消费潜力的若干意见》 - 《完善促进消费体制机制实施方案（2018－2020年）》 - 《关于建立健全基本公共服务标准体系的指导意见》 - 《关于加强文物保护利用改革的若干意见》 - 《关于推进政府购买服务第三方绩效评价工作的指导意见》 - 《防范和惩治统计造假弄虚作假督察工作规定》 - 《关于浙江等地深化“最多跑一次”改革需要中央层面解决的事项清单及工作建议》 - 《关于开展县以下事业单位管理岗位职员等级晋升制度试点工作的实施意见》 - 《关于推进军民融合深度发展若干财政政策的意见》 - 《关于增设北京互联网法院、广州互联网法院的方案》 - 《关于设立最高人民检察院公益诉讼检察厅的方案》 | [ 49 ] |
| 4    | 2018年9月20日  | 审议通过了 - 《关于推动高质量发展的意见》 - 《关于建立更加有效的区域协调发展新机制的意见》 - 《关于支持自由贸易试验区深化改革创新的若干措施》 - 《关于完善系统重要性金融机构监管的指导意见》 - 《关于改革和完善疫苗管理体制的意见》 - 《关于统一规划体系更好发挥国家发展规划战略导向作用的意见》 - 《关于促进小农户和现代农业发展有机衔接的意见》 | [ 50 ] |
| 5    | 2018年11月14日 | 审议通过了 - 《海南省创新驱动发展战略实施方案》 - 《海南省建设国际旅游消费中心的实施方案》 - 《关于支持海南全面深化改革开放有关财税政策的实施方案》 - 《关于支持海南全面深化改革开放综合财力补助资金的管理办法》 - 《关于调整海南离岛旅客免税购物政策工作方案》 - 《加快完善市场主体退出制度改革方案》 - 《深化政府采购制度改革方案》 - 《国家职业教育改革实施方案》 - 《关于加强县级融媒体中心建设的意见》 - 《关于深化改革培育世界一流科技期刊的意见》 - 《关于推进基层整合审批服务执法力量的实施意见》 - 《关于加强和改进出版工作的意见》 - 《国家组织药品集中采购试点方案》 - 《关于全面推行行政执法公示制度执法全过程记录制度重大执法决定法制审核制度的指导意见》 - 《“街乡吹哨、部门报到”——北京市推进党建引领基层治理体制机制创新的探索》 | [ 51 ] |
| 6    | 2019年1月23日  | 审议通过了 - 《在上海证券交易所设立科创板并试点注册制总体实施方案》 - 《关于在上海证券交易所设立科创板并试点注册制的实施意见》 - 《关于建立以国家公园为主体的自然保护地体系指导意见》 - 《关于深化教育教学改革全面提高义务教育质量的意见》 - 《关于鼓励引导人才向艰苦边远地区和基层一线流动的意见》 - 《关于政法领域全面深化改革的实施意见》 - 《关于统筹推进自然资源资产产权制度改革的指导意见》 - 《关于建立国土空间规划体系并监督实施的若干意见》 - 《关于构建市场导向的绿色技术创新体系的指导意见》 - 《天然林保护修复制度方案》 - 《国家生态文明试验区（海南）实施方案》 - 《海南热带雨林国家公园体制试点方案》 - 《中央全面深化改革委员会2019年工作要点》 - 《中央全面深化改革委员会2018年工作总结报告》 - 《党的十八大以来全面深化改革落实情况总结评估报告》 | [ 52 ] |
| 7    | 2019年3月19日  | 审议通过了 - 《关于新时代推进西部大开发形成新格局的指导意见》 - 《关于扩大高校和科研院所科研相关自主权的若干意见》 - 《关于促进人工智能和实体经济深度融合的指导意见》 - 《关于加强和改进乡村治理的指导意见》 - 《关于深化公共资源交易平台整合共享的指导意见》 - 《石油天然气管网运营机制改革实施意见》 - 《关于加快推进公共法律服务体系建设的意见》 - 《关于深化消防执法改革的意见》 | [ 53 ] |
| 8    | 2019年5月29日  | 审议通过了 - 《关于创新和完善宏观调控的指导意见》 - 《关于在山西开展能源革命综合改革试点的意见》 - 《关于深化影视业综合改革促进我国影视业健康发展的意见》 - 《关于加强创新能力开放合作的若干意见》 - 《关于治理高值医用耗材的改革方案》 - 《关于改革完善体制机制加强粮食储备安全管理的若干意见》 - 《关于完善建设用地使用权转让、出租、抵押二级市场的指导意见》 - 《关于加快农业保险高质量发展的指导意见》 - 《关于进一步推进移风易俗建设文明乡风的指导意见》 - 《关于各地区各部门贯彻落实中央全面深化改革委员会会议精神深入推进改革督察工作的报告》 | [ 54 ] |
| 9    | 2019年7月24日  | 审议通过了 - 《国家科技伦理委员会组建方案》 - 《关于强化知识产权保护的意见》 - 《关于促进中医药传承创新发展的意见》 - 《关于深化农村公共基础设施管护体制改革的指导意见》 - 《长城、大运河、长征国家文化公园建设方案》 - 《关于在国土空间规划中统筹划定落实三条控制线的指导意见》 - 《关于加快建立网络综合治理体系的意见》 - 《区域医疗中心建设试点工作方案》 - 《国家产教融合建设试点实施方案》 - 《关于支持深圳建设中国特色社会主义先行示范区的意见》 - 《中国－上海合作组织地方经贸合作示范区建设总体方案》 | [ 55 ] |
| 10   | 2019年9月9日   | 审议通过了 - 《关于推动先进制造业和现代服务业深度融合发展的实施意见》 - 《关于营造更好发展环境支持民营企业改革发展的意见》 - 《关于推进贸易高质量发展的指导意见》 - 《关于促进劳动力和人才社会性流动体制机制改革的意见》 - 《关于减轻中小学教师负担进一步营造教育教学良好环境的若干意见》 - 《关于实施重要农产品保障战略的指导意见》 - 《统筹监管金融基础设施工作方案》 - 《关于加强科技创新支撑平安中国建设的意见》 - 《绿色生活创建行动总体方案》 - 《国有金融资本出资人职责暂行规定》 - 《关于进一步加强塑料污染治理的意见》 | [ 56 ] |
| 11   | 2019年11月26日 | 审议通过了 - 《关于构建更加完善的要素市场化配置体制机制的意见》 - 《关于完善农业支持保护制度的意见》 - 《关于深化我国医疗保障制度改革的意见》 - 《关于全面加强新时代大中小学劳动教育的意见》 - 《关于构建现代环境治理体系的指导意见》 - 《关于深化新时代教育督导体制机制改革的意见》 - 《关于加强农业科技社会化服务体系建设的若干意见》 - 《中央有关部门贯彻落实党的十九届四中全会〈决定〉重要举措分工方案》 - 《党的十八届三中全会以来全面深化改革评估报告》 | [ 57 ] |
| 12   | 2020年2月14日  | 会议审议通过了 - 《中央全面深化改革委员会2019年工作总结报告》 - 《中央全面深化改革委员会2020年工作要点》 - 《关于新时代加快完善社会主义市场经济体制的意见》 - 《企业职工基本养老保险全国统筹改革方案》 - 《赋予科研人员职务科技成果所有权或长期使用权试点实施方案》 - 《关于深化事业单位改革试点工作的指导意见》 - 《关于深入推进国家高端智库建设试点工作的意见》 - 《关于推动基础设施高质量发展的意见》 - 《关于进一步推进服务业改革开放发展的指导意见》 | [ 58 ] |
| 13   | 2020年4月27日  | 会议审议通过了 - 《关于健全公共卫生应急物资保障体系的实施方案》 - 《关于推进医疗保障基金监管制度体系改革的指导意见》 - 《创业板改革并试点注册制总体实施方案》 - 《全国重要生态系统保护和修复重大工程总体规划（2021—2035年）》 - 《关于深化体教融合促进青少年健康发展的意见》 - 《党的十九届四中全会重要改革举措实施规划（2020—2021年）》 | [ 59 ] |
| 14   | 2020年6月30日  | 会议审议通过了 - 《国企改革三年行动方案（2020－2022年）》 - 《关于深化新一代信息技术与制造业融合发展的指导意见》 - 《深化农村宅基地制度改革试点方案》、《关于加快推进媒体深度融合发展的指导意见》 - 《深化新时代教育评价改革总体方案》 - 《关于深化国有文艺院团改革的实施意见》 会议听取了党的十八届三中全会以来医药卫生体制改革进展情况汇报 | [ 60 ] |
| 15   | 2020年9月1日   | 会议审议通过了 - 《关于推进对外贸易创新发展的实施意见》 - 《关于新时代振兴中西部高等教育的若干意见》 - 《关于规范民办义务教育发展的实施意见》 - 《关于进一步规范医疗行为促进合理医疗检查的指导意见》 - 《关于进一步推进生活垃圾分类工作的若干意见》会议听取了党的十八届三中全会以来农村改革进展情况汇报 | [ 61 ] |
| 16   | 2020年11月2日  | 会议审议通过了 - 《关于新时代推进国有经济布局优化和结构调整的意见》 - 《建设高标准市场体系行动方案》 - 《全国人民代表大会常务委员会关于加强国有资产管理情况监督的决定》 - 《关于促进养老托育服务健康发展的意见》 - 《关于全面推行林长制的意见》 - 《关于文化企业坚持正确导向履行社会责任的指导意见》 - 《健全上市公司退市机制实施方案》 - 《关于依法从严打击证券违法活动的若干意见》会议听取了党的十八届三中全会以来教育领域综合改革进展情况汇报。 | [ 62 ] |
| 17   | 2020年12月30日 | 会议审议了党的十八届三中全会以来全面深化改革总结评估报告 会议审议通过了 - 《关于中央企业党的领导融入公司治理的若干意见（试行）》 - 《关于加快建立健全绿色低碳循环发展经济体系的指导意见》 - 《环境信息依法披露制度改革方案》 - 《关于建立健全政务数据共享协调机制加快推进数据有序共享的意见》 - 《关于进一步深化预算管理制度改革的意见》 - 《新时代加强和改进思想政治工作的意见》 - 《关于进一步优化税务执法方式的意见》 - 《关于设立北京金融法院的方案》 | [ 63 ] |
| 18   | 2021年2月19日  | 会议审议通过了 - 《中央全面深化改革委员会2020年工作总结报告》 - 《中央全面深化改革委员会2021年工作要点》 - 《关于完善重要民生商品价格调控机制的意见》 - 《关于推动公立医院高质量发展的意见》 - 《关于县以下事业单位建立管理岗位职员等级晋升制度的意见》 - 《关于全面加强药品监管能力建设的实施意见》 - 《关于建立健全生态产品价值实现机制的意见》 - 《关于持续防范和整治“村霸”问题的意见》 - 《关于加强诉源治理推动矛盾纠纷源头化解的意见》 | [ 64 ] |
| 19   | 2021年5月21日  | 会议审议通过了 - 《关于完善科技成果评价机制的指导意见》 - 《关于进一步减轻义务教育阶段学生作业负担和校外培训负担的意见》 - 《深化医疗服务价格改革试点方案》 - 《关于深化生态保护补偿制度改革的意见》 - 《关于在城乡建设中加强历史文化保护传承的若干意见》 | [ 65 ] |
| 20   | 2021年7月9日   | 会议审议通过了 - 《关于加快构建新发展格局的指导意见》 - 《种业振兴行动方案》 - 《青藏高原生态环境保护和可持续发展方案》 - 《关于推进自由贸易试验区贸易投资便利化改革创新的若干措施》 | [ 66 ] |
| 21   | 2021年8月30日  | 会议审议通过了 - 《关于强化反垄断深入推进公平竞争政策实施的意见》 - 《关于改革完善体制机制加强战略和应急物资储备安全管理的若干意见》 - 《关于深入打好污染防治攻坚战的意见》 - 《关于更加有效发挥统计监督职能作用的意见》 | [ 67 ] |
| 22   | 2021年11月24日 | 会议审议通过了 - 《科技体制改革三年攻坚方案（2021－2023年）》 - 《关于加快建设全国统一电力市场体系的指导意见》 - 《关于建立中小学校党组织领导的校长负责制的意见（试行）》 - 《关于让文物活起来、扩大中华文化国际影响力的实施意见》 - 《关于支持中关村国家自主创新示范区开展高水平科技自立自强先行先试改革的若干措施》 | [ 68 ] |
| 23   | 2021年12月17日 | 会议审议通过了 - 《关于加快建设全国统一大市场的意见》 - 《关于进一步提高政府监管效能推动高质量发展的指导意见》 - 《关于深入推进世界一流大学和一流学科建设的若干意见》 - 《关于加强科技伦理治理的指导意见》 - 《关于推动个人养老金发展的意见》 |        |
| 24   | 2022年2月28日  | 会议审议通过 - 《关于加快建设世界一流企业的指导意见》 - 《推进普惠金融高质量发展的实施意见》 - 《关于加强基础学科人才培养的意见》 - 《关于推进国有企业打造原创技术策源地的指导意见》 |        |
| 25   | 2022年4月19日  | 会议审议通过 - 《关于加强数字政府建设的指导意见》 - 《关于进一步推进省以下财政体制改革工作的指导意见》 - 《关于建立健全领导干部自然资源资产离任审计评价指标体系的意见》 - 《“十四五”时期完善金融支持创新体系工作方案》 - 《关于完善科技激励机制的若干意见》 |        |
| 26   | 2022年6月22日  | 会议审议通过了 - 《关于构建数据基础制度更好发挥数据要素作用的意见》 - 《关于加强和改进行政区划工作的意见》 - 《关于开展科技人才评价改革试点的工作方案》 - 《强化大型支付平台企业监管促进支付和金融科技规范健康发展工作方案》 | [ 69 ] |
| 27   | 2022年9月6日   | 会议审议通过了 - 《关于健全社会主义市场经济条件下关键核心技术攻关新型举国体制的意见》 - 《关于深化院士制度改革的若干意见》 - 《关于全面加强资源节约工作的意见》 - 《关于深化农村集体经营性建设用地入市试点工作的指导意见》 - 《关于进一步深化改革促进乡村医疗卫生体系健康发展的意见》 | [ 70 ] |

### 第二十届中央委员会
| 次數 | 日期          | 內容 | 備註   |
| ---- | ------------- | --- | ------ |
| 1    | 2023年4月21日 | 会议审议通过了 - 《关于强化企业科技创新主体地位的意见》 - 《关于加强和改进国有经济管理有力支持中国式现代化建设的意见》 - 《关于促进民营经济发展壮大的意见》 - 《中央全面深化改革委员会工作规则》 - 《中央全面深化改革委员会专项小组工作规则》 - 《中央全面深化改革委员会办公室工作细则》 - 《中央全面深化改革委员会2023年工作要点》              | [ 71 ] |
| 2    | 2023年7月11日 | 会议审议通过了 - 《关于建设更高水平开放型经济新体制促进构建新发展格局的意见》 - 《深化农村改革实施方案》 - 《关于推动能耗双控逐步转向碳排放双控的意见》 - 《关于高等学校、科研院所薪酬制度改革试点的意见》 - 《关于进一步深化石油天然气市场体系改革提升国家油气安全保障能力的实施意见》 - 《关于深化电力体制改革加快构建新型电力系统的指导意见》 | [ 72 ] |
| 3    | 2023年11月7日 | 会议审议通过了 - 《关于全面推进美丽中国建设的意见》 - 《关于进一步完善国有资本经营预算制度的意见》 - 《关于健全自然垄断环节监管体制机制的实施意见》 - 《关于加强专家参与公共决策行为监督管理的指导意见》 - 《关于加强生态环境分区管控的指导意见》                                                                                                | [ 73 ] |
| 4    | 2024年2月19日 | 会议审议通过了 - 《关于改革土地管理制度增强对优势地区高质量发展保障能力的意见》 - 《关于促进经济社会发展全面绿色转型的意见》 - 《关于进一步提升基层应急管理能力的意见》 - 《关于加快形成支持全面创新的基础制度的意见》 - 《中央全面深化改革委员会2023年工作总结报告》 - 《中央全面深化改革委员会2024年工作要点》                                 | [ 74 ] |
| 5    | 2024年6月11日 | 会议审议通过了 - 《关于完善中国特色现代企业制度的意见》 - 《关于健全种粮农民收益保障机制和粮食主产区利益补偿机制的指导意见》 - 《关于建设具有全球竞争力的科技创新开放环境的若干意见》等文件 | [ 75 ] |
| 6    | 2024年8月29日 | 会议审议通过了 - 《中央和国家机关有关部门贯彻实施党的二十届三中全会〈决定〉重要改革举措分工方案》 - 《关于实施自由贸易试验区提升战略的意见》 | [ 76 ] |